# Alvida Sandberg
Alvida Jakobina Sandberg, född 28 september 1865 i Fet, Norge, död 13 december 1953 i Göteborg, var en svensk lärare och pionjär inom skolbiblioteksverksamheten. Hon initierade och utvecklade skolbiblioteksverksamheten i Göteborg och inspirerade och påverkade biblioteksutvecklingen i Sverige.

## Biografi
Alvida Sandberg föddes i Norge, men hennes föräldrar var från Sverige. År 1883 avlade hon småskollärarexamen vid seminariet i Åmål. Efter några år som lärare vid seminariet i Åmål gick hon vidare till folkskoleseminariet i Falun och avlade sin examen där 1889. Hon anställdes vid Göteborgs stads folkskolor 1892 och blev kvar där till 1927. Formellt gick hon i pension 1924, men ombads att fortsätta.
Alvida Sandbergs främsta livsgärning inleddes vid ett föräldramöte den 22 november 1896, som skolnämnden i Gamlestadens församling bjudit in till för att diskutera de stökiga ungdomarna i området. Bland annat nämndes att pojkar börjat köpa "dålig litteratur" i cigarrbodarna. För att råda bot på detta föreslog Alvida Sandberg inrättande av skolbibliotek med goda böcker. Mötet antog förslaget och hösten 1898 öppnade det första skolbiblioteket i Redbergslids skoldistrikt. Alvida Sandberg var mycket drivande i frågan och initiativet uppmärksammades och fick efterföljare. Före sekelskiftet 1900 hade alla skoldistrikt i Göteborg startat bibliotek. Till en början byggde verksamheten på ideellt arbete samt insamlade pengar och böcker, men redan efter något år finansierades verksamheten av folkskolestyrelsen.
Alvida Sandberg tog det som sin livsuppgift att skapa bra, moderna, välförsedda bibliotek och då i första hand skolbibliotek. Hon blev en missionär i det som kom att kallas ”bibliotekssaken”. Alvida Sandberg engagerade sig i Nick Carter-debatten, kampen mot ”smutslitteraturen”, vilket 1909 ledde till en ökad satsning på skolbiblioteken i Göteborg. Det blev mer böcker och öppettider och man införde läsaftnar, vilket var en kombination av läxhjälp och läsfrämjande. På förslag från Alvida Sandberg, inrättades 1916 Skolbibliotekens centralbyrå (idag Skolbibliotekscentralen) för att höja standarden, resursutnyttjandet och kompetensen vid biblioteken. Alvida Sandberg var byråns chef till 1927.
Alvida Sandbergs missionerande för ”bibliotekssaken” tog sig många uttryck. Förutom en gedigen handbok i skötsel av små bibliotek skrev hon en mängd artiklar i såväl bibliotekstidskrifter som lärartidningar och folkbildningstidningar. Hon var själv aktiv i såväl lärar- som biblioteks- och folkbildningsföreningar. Hon deltog i många sammanhang som föreläsare, utbildare och debattör. Alvida Sandberg trodde på böcker och bildning som medel till ett bättre liv. Därför var det avgörande att såväl lärare som bibliotekarier var välutbildade och goda pedagoger, så att de gav barnen det som var rätt läsning för varje individ vid varje tillfälle. De krav på kompetens, engagemang och kreativitet hon ställde på bibliotekarier, och då särskilt barnbibliotekarier, är ännu lika aktuella. Samma sak gäller hennes förväntningar och krav på bibliotekens innehåll, vilket skulle präglas av ett minutiöst urval och en bred social och kulturell verksamhet, som var väl förankrad i lokalsamhället. Själv bidrog hon även med att par översättningar och bearbetningar av böcker utgivna av Barnbiblioteket Saga. Egen inspiration och kunskap skaffade hon sig genom flera studieresor till i första hand USA, men även Storbritannien, Norge och till bibliotek runt om i Sverige.
Alvida Sandbergs engagemang för ”bibliotekssaken” fortsatte långt efter att hon lämnat sin tjänst. År 1938 fick Dicksonska folkbiblioteket en anonym donation avsedd för vandringsbibliotek med bredvidläsningsböcker speciellt till skolorna i norra och mellersta Bohuslän, där många barn var fattiga och biblioteksförhållandena var särskilt usla. Donatorn visade sig vara Alvida Sandberg, som sedan satsade ytterligare pengar, på villkor att man även sökte statsbidrag. På 1950-talet cirkulerade över 200 vandringsbibliotek tack vare hennes initiativ.
Alvida Sandberg var en stor beundrare av Jane Addams, en rik amerikanska som satsade sin förmögenhet som socialarbetare, folkbildare, fredsaktivist och i kampen för kvinnors rösträtt. Redan 7 oktober 1916, på De svenska kvinnornas rösträttsdag, höll Alvida Sandberg ett inspirerande föredrag om Jane Addams på ett möte i Falun. Alvida Sandberg visade själv livet igenom ett engagemang speciellt för fattiga barn och barn som hade svårigheter i skolan. Hon besökte London och studerade olika pedagogiska metoder, vilket hon beskriver i sina reserapporter om Friluftsskolor och Hjälpskolor. Hennes ingående redogörelser för såväl ideologi som pedagogik, organisation och ekonomi vid dessa skolor avsedda för fysiskt, psykiskt och socialt svaga, syftade till att sprida nya pedagogiska metoder och tankar i Sverige. Alvida Sandberg fick flera utmärkelser för sitt arbete och blev hedersledamot i åtskilliga föreningar.
Alvida Sandberg avled 1953 i Göteborg, där hon begravdes på Östra kyrkogården. Hon testamenterade sin inte obetydliga kvarlåtenskap till föreningen Våra Gamla i Göteborg, förutom en mindre summa till Dövas Väl.